# Holzkirche Nová Paka

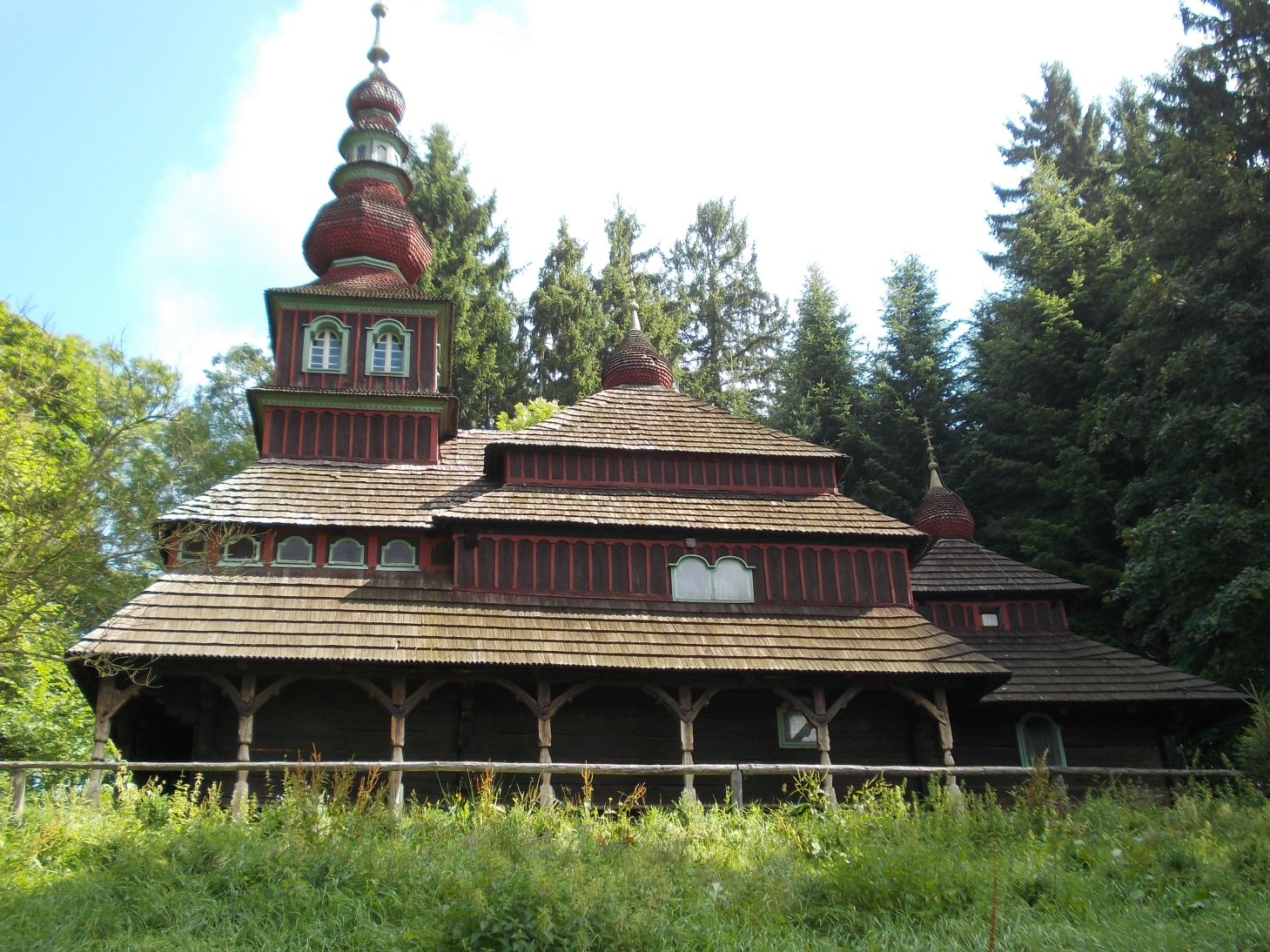
Holzkirche in Nová Paka

Die Kirche Verklärung des Herrn und St. Nikolai (tschechisch Kostel Proměnění Páně a svatého Mikuláše) ist eine Holzkirche in Nová Paka (Neupaka) im Okres Jičín in  Tschechien. Sie wurde 1930 aus der Ukraine dorthin versetzt.

## Geschichte
Die Kirche wurde im 17. Jahrhundert in einem Ort bei Mukatschewo im Karpatenvorland (damals zu Oberungarn) für eine ukrainische griechisch-katholische Kirchengemeinde im Stil der Bojken errichtet. 1788 wurde sie in das nahe Obawa versetzt. Beim Wiederaufbau wurden einige kleinere Veränderungen im Stil der Lemken-Architektur durchgeführt.
1930 erwarb der Fabrikant Otto Kretschmer die Holzkirche und ließ sie in seinen Heimatort Nová Paka transportieren. Dort baute er sie auf seinem Grundstück neben seiner Villa wieder auf und stellte in der Kirche mehrere Objekte seiner sakralen Kunstsammlung aus. Seinen Sohn Adam ließ er in dieser Kirche taufen. 1945 wurde das Anwesen enteignet. Teile der Kunstsammlung wurden dem Museum der Stadt übergeben. 1958 wurde die Kirche unter Denkmalschutz gestellt.
1989 erhielt der Sohn Adam Kretschmer das Grundstück mit der Kirche zurück und ließ diese restaurieren. Sie wird jetzt vom städtischen Museum betreut. Zeitweise fanden (und finden?) dort ukrainisch griechisch-katholische sowie römisch-katholische Messen statt.

## Architektur
Das Gebäude ist eine typische ukrainische dreiteilige Kirche aus Eichenholzbalken mit einer Länge von etwa 14 Metern und einer Breite von etwa acht Metern. Das Dach ist mit Schindeln gedeckt. Über dem westlichen Vorraum (babinec) befindet sich der 16 Meter hohe barocke Kirchturm mit einer verglasten Luzerne. Im Inneren befindet sich unter anderem der historische Taufstein.

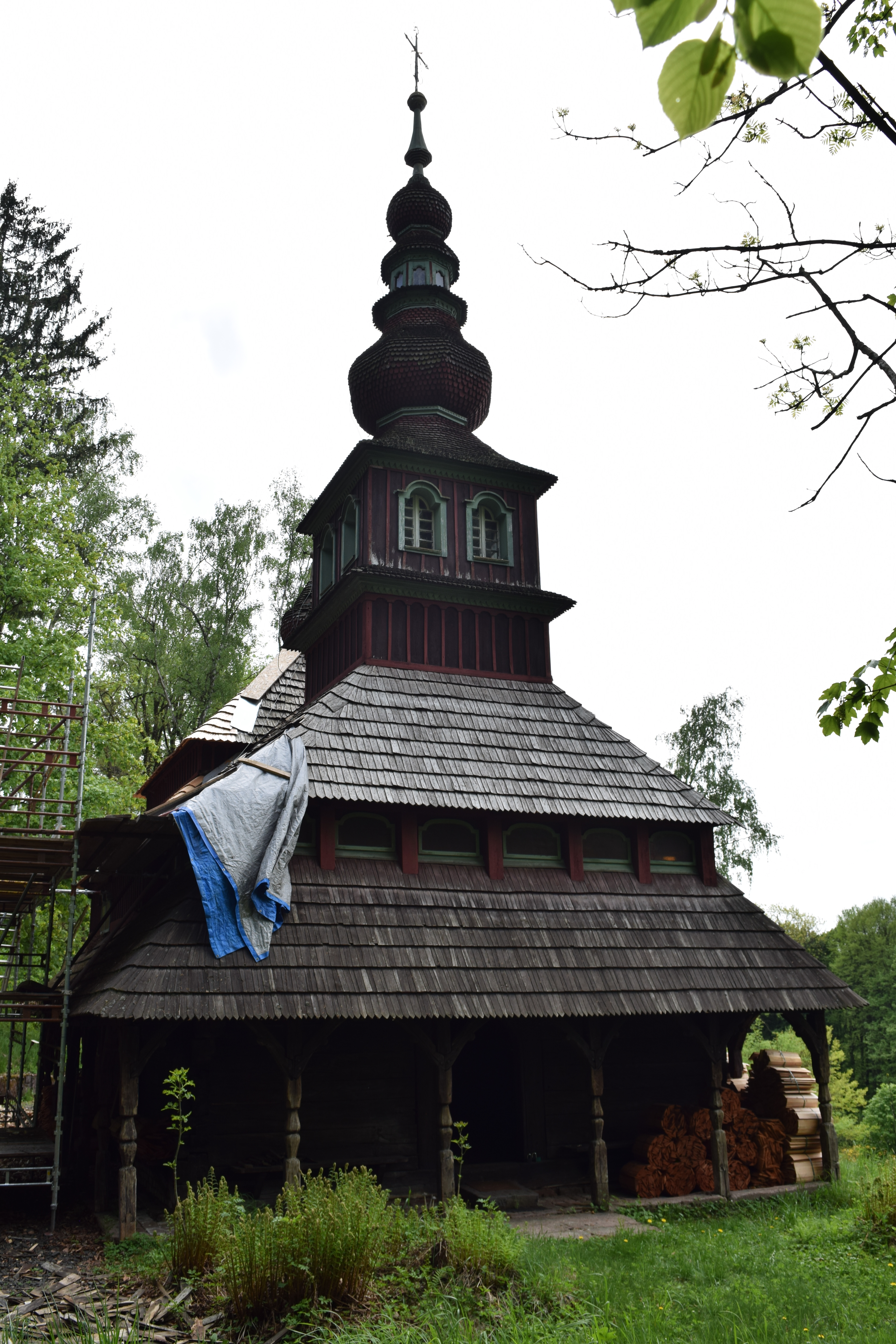
Ansicht von Norden
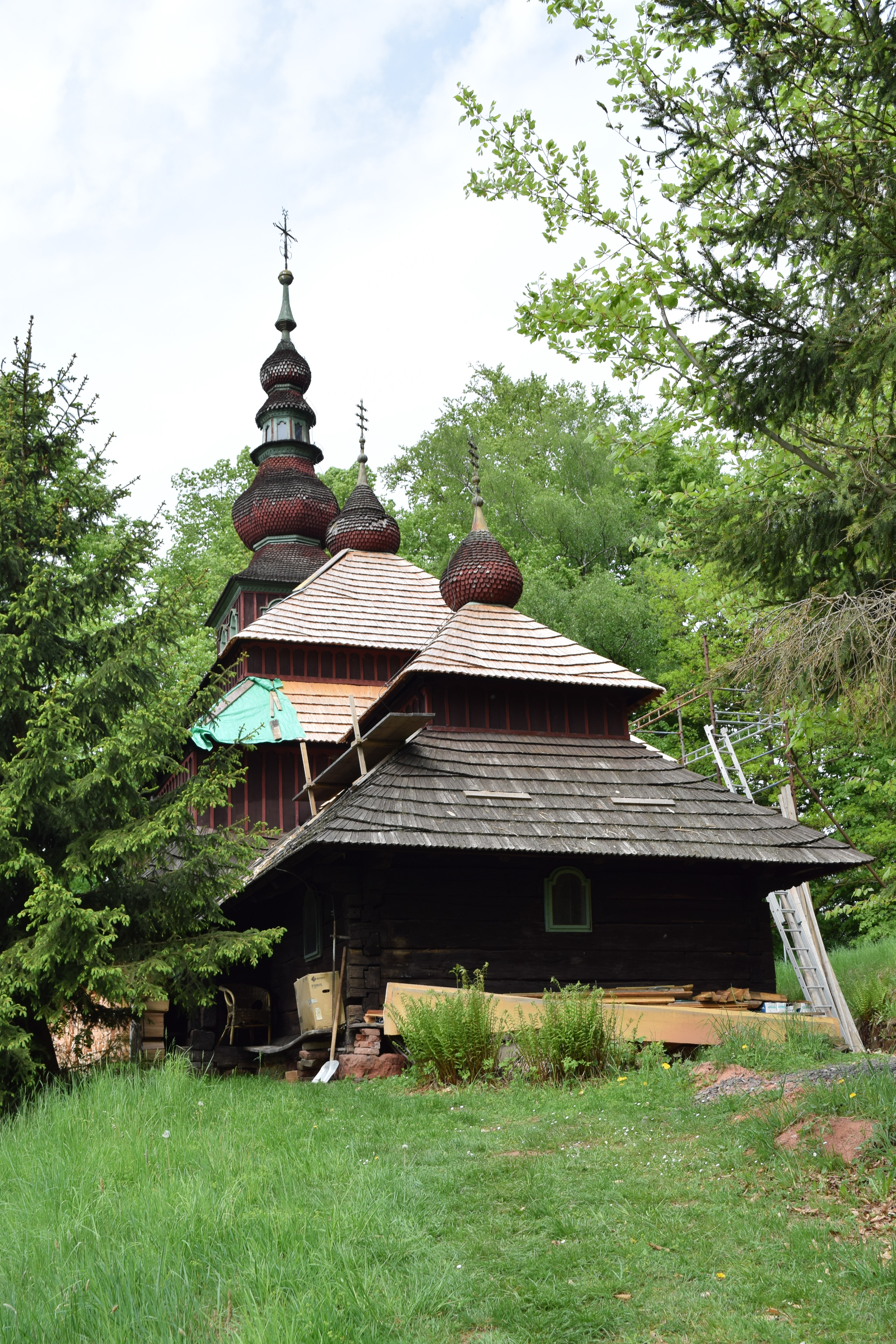
Ansicht von Süden
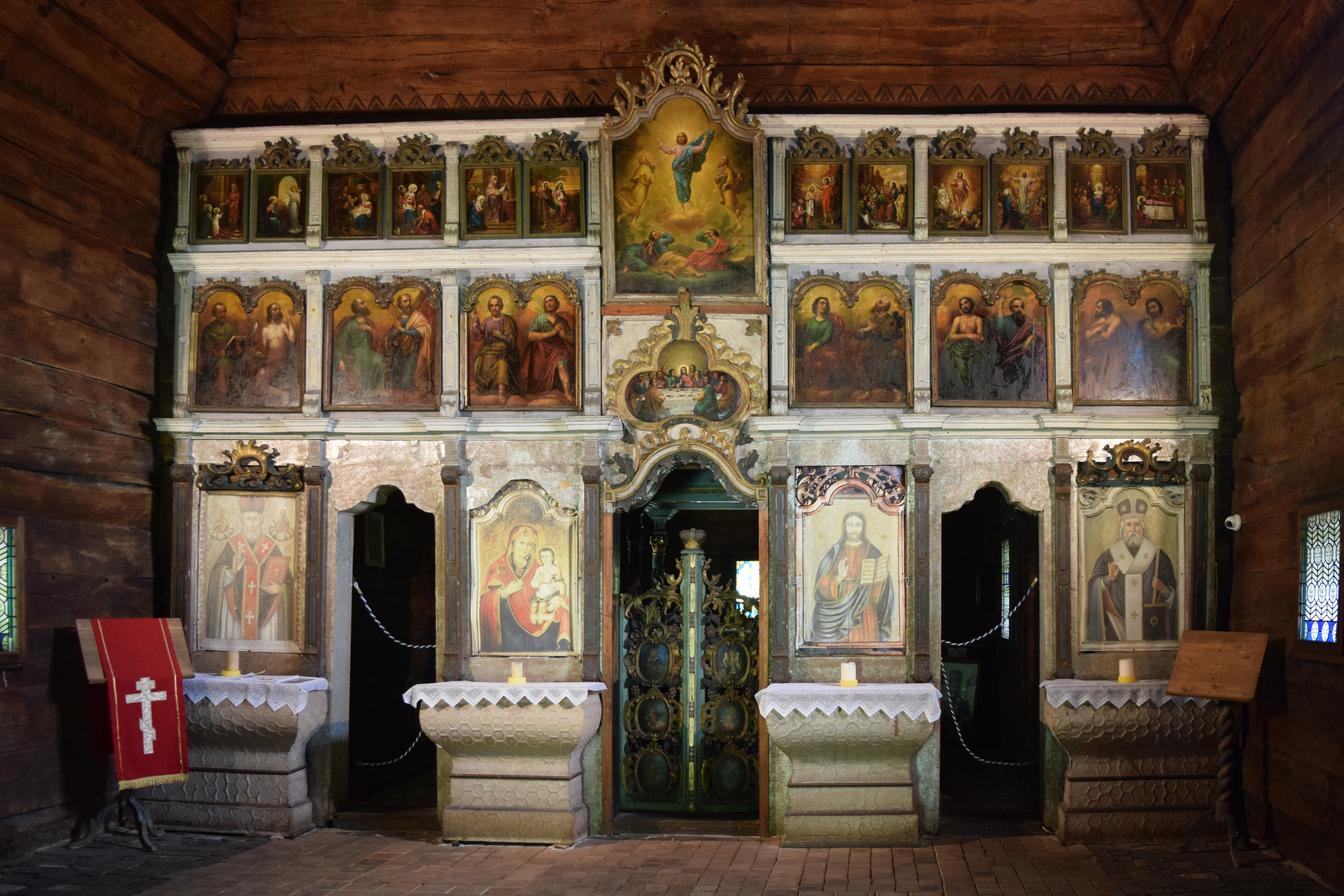
Innenraum, Ikonostase
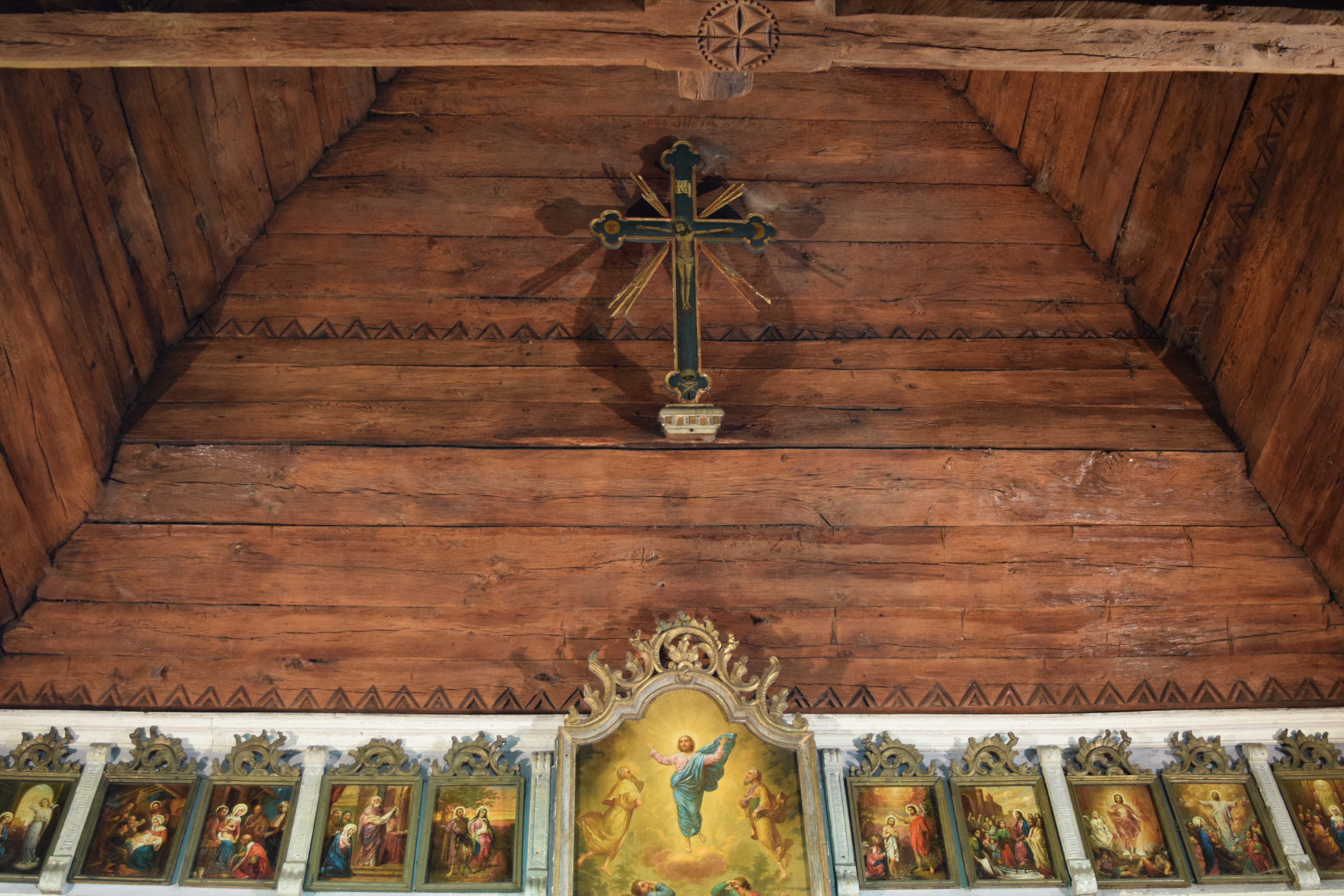
Innenraum, Blick in die Dachkonstruktion oberhalb der Ikonostase
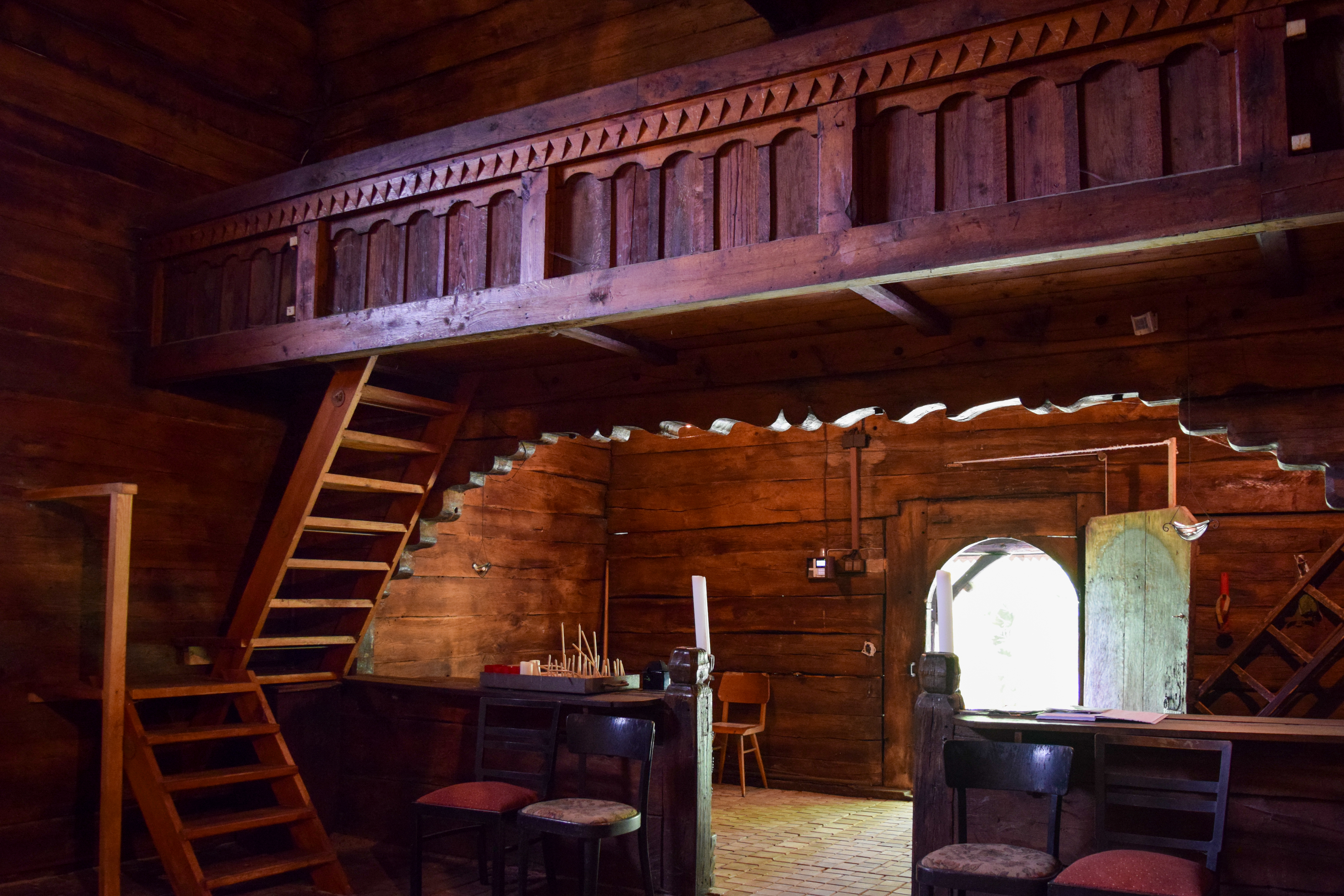
Innenraum, Blick zu Eingang und Empore